# プジョー・オキシア
オキシア (Oxia ) は、フランスの自動車メーカープジョーが開発したコンセプトカーである。

## 概要
1988年のパリサロンで発表。プジョーのスーパーカー市場への参入にあたり、その道筋を模索すべく開発された。
1984年に発表されたクアザールの発展型とも言うべきモデルで、デザインもクアザールと同じくジェラール・ウェルター（エクステリア）とポール・ブラック（インテリア）が手掛けている。
ボディはアルミハニカムパネルをカーボンファイバーとケプラー繊維製の外板で覆った構造で、シザーズドアを採用したクアザールとは異なり一般的な横開き式ドアとするなど、より量産に適したスタイリングに改められた。フロントやリアは当時デビュー間もない405に類似した意匠となっている。
パワートレインはPRV 2.9L V型6気筒24バルブツインターボエンジンをミッドシップに搭載し、6速MTとの組み合わせで四輪を駆動する。駆動配分は前25:後75。
インテリアはグレーを基調としたデザインで、センターコンソールにカラー液晶ディスプレイを搭載。ルートマップや交通情報、気象情報を提供するカーナビゲーションシステムを有していた。
ナルド・サーキットでのテスト走行では、非公式ながら349km/hの最高速を記録している。
オキシアは全2台が製造されたが、1990年に勃発した湾岸戦争の影響で開発プロジェクトは中止された。

## 車名の由来
火星表面のオキシア・パルスと呼ばれる地形から。